# Finis desolatrix veritae
Finis desolatrix veritae es un cuento del escritor peruano Abraham Valdelomar, publicado por primera vez en 1916. Es un relato fantástico, donde el autor expresa de manera desoladora su angustia metafísica. Su título, traducido del latín, significa el «desolador final de la verdad».

## Publicación
Este relato apareció por primera vez en el diario El Comercio de Lima, el 1 de enero de 1916. Luego pasó a integrar la colección de cuentos titulada El caballero Carmelo, figurando en el último lugar (18 de agosto de 1918). También ese mismo año apareció impreso en la revista Sudamérica.
En una entrevista que le hizo Antenor Orrego en Trujillo, Valdelomar confesó que este cuento, junto con Hebaristo, el sauce que murió de amor era su narración corta más valiosa y la que más le gustaba. Conjuntamente con El hipocampo de oro, este relato pertenece al grupo de los «cuentos fantásticos» del autor, rubro en el que algunos incluyen también a Hebaristo.

## Relato premonitorio
Según las palabras de Luis Alberto Sánchez este relato fue una macabra premonición de la muerte del autor ocurrida en 1919, a consecuencia de un accidente en el que se rompió la columna vertebral. En una parte del cuento, el autor se describe agonizando en la cama, mientras lloran ante él su madre y sus hermanas. Es indudable que Valdelomar, entonces de 28 años, presentía que iba a morir antes que sus seres queridos, pues ello se desprende también de la lectura del poema que figura en la introducción del Caballero Carmelo.

## Personajes
- El narrador, que se despierta convertido en esqueleto, a quien llamaremos el esqueleto-narrador.
- Otro esqueleto animado, solemne y grave, al cual llamaremos el esqueleto-interlocutor, que al final dice ser Cristo.

## Escenario
Se desenvuelve en un escenario fantástico, un inmenso paisaje desolado, lleno de osamentas humanas, con el cielo cubierto de nubes negras y donde se divisa un sol ya en extinción, dándose a entender que habían pasado muchísimos milenios desde la época actual.

## Resumen
Empieza el narrador contando que, como «animado por una corriente eléctrica» se incorporó de pronto, viéndose convertido en un esqueleto animado, en medio de un desolador paraje, con un horizonte ilimitado y oscuro; en lo alto se veía un sol que apenas daba unos débiles rayos, como si estuviera apagándose. A su alrededor había un gran hacinamiento de huesos que le impedían ver el suelo. A duras penas pudo recordar el pasado; lo último que recordaba era que estaba en su lecho, ya agonizante, con su amigo, el médico, que le tomaba el pulso, y rodeado de su madre y sus hermanas, que sollozaban. Eran los precisos instantes de su muerte física, pero recordaba que aún en ese trance su conciencia permanecía clara. Debió ser sepultado en el cementerio de su pueblo, por lo que no entendía qué hacía en ese desierto inhóspito, cubierto de huesos humanos, algunos de los cuales intentaban levantarse para convertirse también en esqueletos animados, pero sin lograr su objetivo. 
De pronto ve a un esqueleto erguido, solemne y grave, que miraba con desgarradora desilusión el desolador paisaje; hacía él se dirige y le pregunta sobre lo que estaba sucediendo. Pero aquel esqueleto se limita a responderle a todas sus preguntas con la misma vaga frase: «¡Quién sabe!». El esqueleto-narrador insiste en sus preguntas, ante lo cual, el esqueleto-interlocutor le explica que ambos están en la Tierra, más ya no había tiempo ni espacio, y que, como era evidente, el Sol agonizaba y no se movía.
El esqueleto-narrador le pregunta a su interlocutor si había sido cristiano, como él, a lo cual aquel le informa que en su tiempo el cristianismo era ya una religión antiquísima, que después de su auge se habían sucedido otras religiones, a tal grado que llegó a dudarse si en realidad había existido.
El esqueleto-narrador insiste en invocar a Cristo, ya que era el Salvador, el que había prometido a sus seguidores la resurrección y la vida en una mansión de la bienaventuranza. Su interlocutor se esfuerza en explicarle que no hay tal vida después de la muerte, que el hombre es solo materia y energía que se transforma y pasa a formar parte de otros seres vivos o vuelve a la materia inerte; lo único que sobrevive de los humanos es una vana imagen intangible, solo un recuerdo; le pide que se toque su cuerpo para que compruebe de que no había nada. 
El esqueleto-narrador, imbuido de fe cristiana, no acepta tal fatalismo, y desesperadamente, proclama la existencia de Dios y su fe en que su hijo Jesucristo vendría a salvar al mundo, ya que se había sacrificado por los hombres. A lo cual su interlocutor le vuelve a responder con su consabida frase: «¡Quién sabe!».
Angustiado, el esqueleto-narrador se pone a rezar a Dios; luego llama desconsolado a su madre. Su interlocutor le dice que no haga nada de eso, que era inútil. 
El esqueleto-narrador, en un último esfuerzo, se arrodilla ante su interlocutor y le ruega a que rece junto con él a Cristo, ya que era el único que podía salvarlos. El esqueleto-interlocutor, con gran pesar, inclinó la cabeza y dijo finalmente: «Hermano mío, ¡Cristo soy yo!». 
«Los huesos se animaban, se animaban, y el sol iba oscureciéndose, fijo en el mismo punto del horizonte», termina diciendo el narrador.

## Análisis
"Finis Desolatrix Veritae" es un relato expresamente desasido de cualquier realidad tangible. Poema de la desilusión religiosa, es también el destiempo inmemorial en el que ha de vivir el último de los hombres una vez cumplidas las profecías: el reencuentro de un cristiano con su Mesías que busca, como aquel, la diestra de Dios Padre. Lo fantástico yace, así, en esa suerte de tensión superpuesta entre el hombre creyente –aferrándose a la ilusión de su fe– y el Redentor agnóstico –sufriendo la agonía de la realidad eterna. En este cuento se presiente, además, con nitidez, la cultura clásica de Valdelomar, embebido de los poetas latinos y de las metáforas universales de los griegos".
Harry Belevan